# Spondyliosoma emarginatum
Spondyliosoma emarginatum är en fiskart som först beskrevs av Valenciennes, 1830.  Spondyliosoma emarginatum ingår i släktet Spondyliosoma och familjen havsrudefiskar. Inga underarter finns listade i Catalogue of Life.